# Municipio de Huaquechula
El municipio de Huaquechula es uno de los 217 municipios en que se encuentra dividido el estado mexicano de Puebla. Localizado en al centro-occidente del estado. Su cabecera es la población del mismo nombre.

## Geografía
El municipio de Huaquechula se encuentra ubicado en la parte centro oeste de Puebla, en el Valle de Atlixco. Se encuentra entre los paralelos 18°39′ y 18°42′ de latitud norte y los meridianos 98°22′ y 98°41′ O; la altitud de su territorio va de los 1200 a los 2100 metros sobre el nivel del mar. Tiene una superficie de 232.076 kilómetros cuadrados, siendo el 53.er municipio más extenso del Estado.
Colinda al norte con el municipio de Atzitzihuacán y el municipio de Atlixco, al noroeste con el municipio de San Diego la Mesa Tochimiltzingo, al sur con el municipio de Tepeojuma, el municipio de Tlapanalá y el municipio de Tepexco, al suroeste con el municipio de Acteopan y el municipio de Tepamaxalco.

### Orografía e hidrografía
Morfológicamente, el municipio pertenece al valle de Atlixco casi en su totalidad. Este valle desciende de las laderas de la Sierra Nevada. El terreno tiene un ligero declive suave pero constante de norte a sur, que va de los 1700 metros sobre el nivel del mar a los 1500. Al este del municipio hay una zona montañosa donde se encuentra el cerro el Metate.
Además de un sistema de canales localizados en el noreste, el municipio es bañado por varios ríos permanentes que lo recorren de norte a sur, descendiendo de la Sierra Nevada. Entre ellos, destacan los ríos Grande, Ahuehuello, Nexapa, Atila y Matadero.

### Clima y ecosistemas
En el municipio destacan dos tipos de climas:
- Clima semicálido subhúmedo, con lluvias en verano, presente en la mayor parte del municipio, excepto al noreste y suroeste.
- Clima cálido subhúmedo, con lluvias en verano, se localiza en un área restringida al suroeste.

Dentro de la temporada de lluvias de verano, hay un periodo menos lluvioso denominado "sequía de medio verano". La mayor parte del año hay cielo despejado, aunque también hay un periodo de días nublados, muy pocos de los cuales tienen lluvias demasiado fuertes. En invierno se pueden presentar heladas.
El municipio cuenta con una gran variedad de vegetación y su suelo es utilizado para muchos fines. Principalmente hay áreas de selva caducifolia, con vegetación secundaria arbustiva, y un área un tanto importante de palmares al noroeste. Al oeste y en algunas áreas aisladas al noroeste existen matorrales encinosos, además de algunas pequeñas zonas de pastizales inducidos. La fauna característica de la región está conformada por conejos, ardillas, zorrillos y venados.

## Demografía

### Evolución demográfica
En 1995 el municipio contaba con 26.114 habitantes, es decir, el 0,64% de la población total del Estado, de los cuales 12.239 eran hombres y 13.875, mujeres. La densidad de población es de 136 habitantes por kilómetro cuadrado, con una tasa de crecimiento anual del 1,16%. Tiene una tasa de natalidad de 35,1%, una tasa de mortandad de 5,8% y una tasa de mortandad infantil de 16,3%.
En materia de marginación, el municipio tiene un índice de 0,278, lo que significa que tiene un alto índice de marginación. Ocupa el lugar 117 de este sector a nivel estatal entre los municipios.

### Religión
La religión predominante es la católica con un 92,6% del total de habitantes, le sigue la protestante con el 3,3% y en tercer lugar la judía con 0,03%.

### Grupos étnicos
El principal grupo es el mestizo, aunque hay familias del grupo nahua en menor proporción.

### Localidades
El municipio incluye en su territorio un total de 60 localidades. Las principales, considerando su población del censo de 2020 son:
| Localidad                                | Población |
| Total Municipio                          | 29 233    |
| Cacaloxúchitl                            | 3 617     |
| Huaquechula                              | 3 351     |
| Tezonteopan de Bonilla                   | 2 459     |
| Soledad Morelos                          | 2 416     |
| San Diego el Organal                     | 2 217     |
| Teacalco de Dorantes (San José Teacalco) | 1 821     |
| San Juan Huiluco (Huiluco)               | 1 605     |
| Tronconal                                | 1 561     |
| Santa Ana Coatepec                       | 1 351     |
| San Juan Vallarta                        | 894       |
| San Lucas Matlala                        | 457       |
| Morelos Matlala                          | 338       |

## Política
El gobierno del municipio de Huaquechulale corresponde, como en todos los municipios de México, corresponde a su ayuntamiento. El ayuntamiento se integra por el presidente municipal, un síndico y el cabildo conformado por ocho regidores, seis electos por el principio de mayoría relativa y dos por el representación proporcional. Todos son electos por voto popular, universal, directo y secreto para un periodo de cuatro años que pueden ser renovables por un periodo inmediato adicional.

### Subdivisión administrativa
El municipio de se encuentra dividido para su régimen interior en diez junta auxiliares, que son:
- Santa Ana Coatepec
- Cacaloxuchil
- Troncanal
- Soledad Morelos
- Teocalco de Dorantes
- San Antonio Cuautla
- Tezoteopan de Bonilla
- Santiago Tetla
- San Juan Huilulco
- San Diego Organal

Las juntas auxiliares son designadas en plebiscito el último domingo del mes de marzo del año que corresponda y toman posesión el 15 de abril del mismo año. La junta auxiliar está integrada por un presidente auxiliar municipal y cuatro miembros propietarios y sus respectivos suplentes.

### Representación legislativa
Para la elección de diputados locales al Congreso de Puebla y de diputados federales a la Cámara de Diputados federal, el municipio de Huaquechula se encuentra integrado en los siguientes distritos electorales:
Local:
- Distrito electoral local de 22 de Puebla con cabecera en Izúcar de Matamoros.[4]

Federal:
- Distrito electoral federal 13 de Puebla con cabecera en la ciudad de Atlixco.[5]